# Svrčinová skala
Svrčinová skala (905 m) – szczyt w Wielkiej Fatrze na Słowacji. Wznosi się w jej części zwanej Szypską Fatrą po południowej stronie wsi Komjatná.
Svrčinová skala znajduje się w północnym grzbiecie szczytu Kečky (1113 m). Grzbiet ten ciągnie się jeszcze nieco dalej i kończy wzniesieniem Pohorenina (776 m). Svrčinová skala zbudowana jest ze skał wapiennych. Jest porośnięta lasem, ale jest na niej mnóstwo skalnych wychodni tworzących całe skalne miasto turni, baszt i wąwozów. Są też w nich jaskinie. Nie prowadzi przez nią żaden szlak turystyczny, ale nie znajduje się w granicach parku narodowego, można więc ją zwiedzać nieznakowanymi ścieżkami. Z platformy szczytowej szczególnie dobrze widoczna jest znajdująca się na przeciwległym stoku Hlavačka z potężnymi skałami Kostoly, Wielki Chocz, Sivá skala oraz wsie Komjatná, Párnica i Žaskov.